# Dinosaur Hunter (jeu vidéo)
Ne doit pas être confondu avec Turok: Dinosaur Hunter.
 (août 2025).
Eyewitness Dinosaur Hunter est un jeu vidéo éducatif de la série Eyewitness Virtual Reality, développé par DK Multimedia et publié pour Windows et MacOS en 1996,,.

## Gameplay
Le joueur explore le musée en pointer-cliquer. Le musée est en forme du logo Eyewitness. Le couloir extérieur présente une frise chronologique illustrant les branches évolutives de certains dinosaures, la salle à l'est contient des cartes et des images montrant ce à quoi le monde ressemblait à l'époque où les dinosaures existaient, et la salle ouest est un site de fouilles à plusieurs niveaux où le joueur peut creuser pour trouver des fossiles. Une fois le squelette d'un dinosaure terminé, ce dernier prend vie et parcourt le musée.
Le reste du musée propose diverses expositions, que le joueur peut explorer lui-même ou découvrir via quatre visites virtuelles : Introduction, Vie des dinosaures, Évolution des dinosaures et Dinosaures extraordinaires.

## Réception
Le jeu est considéré comme avancé pour l'époque, qualifié de réalité virtuelle, bien qu'aujourd'hui ce terme soit réservé à des programmes beaucoup plus avancés. Le journal Childhood Education le décrit comme donnant « le sentiment de se promener dans un véritable musée », malgré le système simple de pointer-cliquer utilisé. The Culture of Design déclare que les développeurs du jeu avaient déployé des « efforts extraordinaires » pour rendre le musée crédible.
Le New York Times décrit le jeu comme ayant une « interface et un design clairs et épurés ». L'Edmonton Journal salue la façon dont il combinait « lecture traditionnelle et construction de modèles ».

## Autres titres de Eyewitness Virtual Reality
- Eyewitness Virtual Reality Earth Quest[8],[9]
- Eyewitness Virtual Reality: Cats[10],[11]
- Eyewitness Virtual Reality Bird[12],[13]